# Melissodes metenua
Melissodes metenua là một loài Hymenoptera trong họ Apidae. Loài này được Cockerell mô tả khoa học năm 1924.